# Eyþór Guðjónsson
Eyþór Kristján Guðjónsson (* 5. Februar 1968 in Island) ist ein isländischer Schauspieler.

## Leben
Eyþór Guðjónsson wurde am 5. Februar 1968 als Eyþór Kristján Guðjónsson in Island geboren. Sein Filmdebüt gab er 2005 in der Rolle des „Oli“ in dem Film Hostel. Ein Jahr später, im Jahre 2006, wirkte er in der Dokumentation Hostel Dissected mit. 2007 war er als „Associate Producer“ am Film Hostel 2 beteiligt.

## Filmografie
- 2005: Hostel
- 2006: Hostel Dissected
- 2007: Hostel 2

## Weblink
- Eythor Gudjonsson bei IMDb

| Personendaten    | Personendaten                                                         |
| ---------------- | --------------------------------------------------------------------- |
| NAME             | Eyþór Guðjónsson                                                      |
| ALTERNATIVNAMEN  | Eyþór Kristján Guðjónsson (vollständiger Name); The King of The Swing |
| KURZBESCHREIBUNG | isländischer Schauspieler                                             |
| GEBURTSDATUM     | 5. Februar 1968                                                       |
| GEBURTSORT       | Island                                                                |